# Oscilador harmônico quântico
O oscilador harmônico quântico é o análogo quântico do oscilador harmônico clássico. É um dos sistemas modelo mais importante em mecânica quântica, já que qualquer potencial pode ser aproximado por um potencial harmônico nas proximidades do ponto de equilíbrio estável (mínimo). Além disso, é um dos sistemas quânticos que admite uma solução analítica precisa.

## Oscilador harmônico monodimensional

### Hamiltoniano, energia e autofunções

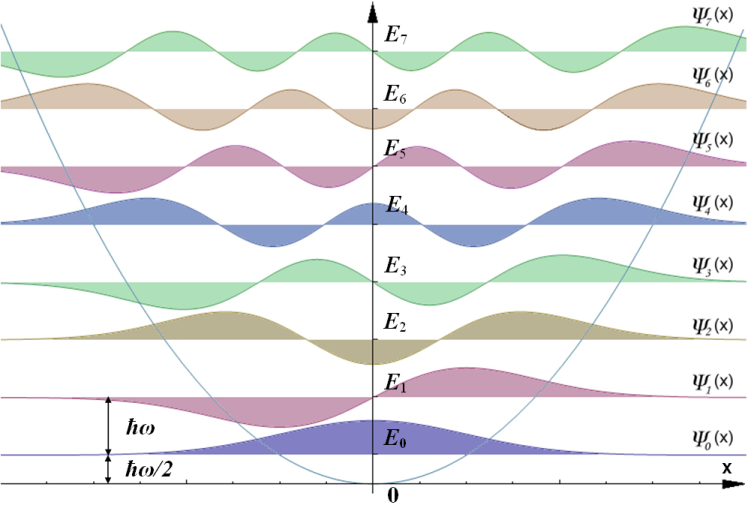
Funções de onda para os primeiros seis autoestados,. O eixo horizontal mostra a posição y em unidades (h/2πmω)^{1/2}. Os gráficos não estão normalizados.

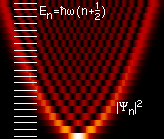
Densidades de probabilidade dos primeiros autoestados (dimensão vertical, com os de menor energia na parte inferior) para as diferentes localizações espaciais (dimensão horizontal)

No problema do oscilador harmônico monodimensional, uma partícula de massa {\displaystyle \displaystyle m} está submetida a um potencial quadrático {\displaystyle \displaystyle V(x)={\frac {1}{2}}kx^{2}}. Em mecânica clássica {\displaystyle \displaystyle k=m\omega ^{2}} se denomina constante de força ou constante elástica, e depende da massa {\displaystyle m} da partícula e da frequência angular {\displaystyle \displaystyle \omega }.
O hamiltoniano quântico da partícula é:
{\displaystyle {\hat {H}}={\frac {{\hat {p}}^{2}}{2m}}+{\frac {1}{2}}m\omega ^{2}{\hat {x}}^{2}}
onde {\displaystyle {\hat {x}}\,} é o operador posição e {\displaystyle {\hat {p}}\,} é o operador momento {\displaystyle \left({\hat {p}}=-i\hbar {d \over dx}\right)}. O primeiro termo representa a energia cinética da partícula, enquanto que o segundo representa sua energia potencial. Com o fim de obter os estados estacionários (ou seja, as autofunções e os autovalores do hamiltoniano ou valores dos níveis de energia permitidos), é necessário resolver a equação de Schrödinger independente do tempo
{\displaystyle {\hat {H}}\left|\psi \right\rangle =E\left|\psi \right\rangle }.
Pode-se resolver a equação diferencial na representação de coordenadas utilizando o método de desenvolver a solução em série de potências. Se obtém assim que a família de soluções é
{\displaystyle \left\langle x|\psi _{v}\right\rangle ={\sqrt {\frac {1}{2^{v}\,v!}}}\cdot \left({\frac {m\omega }{\pi \hbar }}\right)^{1/4}\cdot \exp \left(-{\frac {m\omega x^{2}}{2\hbar }}\right)\cdot H_{v}\left({\sqrt {\frac {m\omega }{\hbar }}}x\right)}
{\displaystyle v=0,1,2,\ldots }
onde {\displaystyle v\,} representa o número quântico vibracional. As primeiras seis soluções ({\displaystyle v=0{\mbox{ a }}5\,}) se mostram na figura da direita. As funções {\displaystyle H_{n}} são os polinômios de Hermite:
{\displaystyle H_{n}(x)=(-1)^{n}e^{x^{2}}{\frac {d^{n}}{dx^{n}}}e^{-x^{2}}}
Não se devem confundir com o hamiltoniano, que às vezes se denota por H (ainda que é preferível utilizar a notação {\displaystyle {\hat {H}}} para evitar confusões). Os níveis de energia são
{\displaystyle E_{v}=\hbar \omega \left(v+{1 \over 2}\right)\qquad v=0,1,2,\ldots }.
Este espectro de energia destaca por três razões. A primeira é que as energias estão "quantizadas" e somente podem tomar valores discretos, em frações semi-inteiras {\displaystyle 1/2}, {\displaystyle 3/2}, {\displaystyle 5/2}, ... de {\displaystyle \hbar \omega }. Este resultado é característico dos sistemas quânticos em que a partícula está confinada.
A segunda  é que os níveis de energia estão igualmente espaçados, ao contrário que no modelo de Bohr ou a partícula em uma caixa.
A última razão é que a energia mais baixa não coincide com o mínimo do potencial (zero neste caso). Assim, a energia mais baixa possível é {\displaystyle \hbar \omega /2}, e se denomina "energia do estado fundamental" ou energia do ponto zero.
A energia do ponto zero é necessária para cumprir com o princípio da incerteza de Heisenberg, já que se a energia do estado fundamental for zero, tanto a energia potencial quanto a energia cinética da partícula seriam zero. Energia potencial zero implica que a partícula está localizada exatamente na origem (com △x = 0) e energia cinética zero implica que o momento da partícula é zero (△p = 0), ferindo assim o principio da incerteza, pois a incerteza na posição e no momento não podem ser ambos zero.
Convém destacar que a densidade de probabilidade do estado fundamental se concentra na origem. Ou seja, a partícula passa mais tempo no mínimo do potencial, como seria de esperar em um estado de pouca energia. A medida que a energia aumenta, a densidade de probabilidade se concentra nos "pontos de retorno clássicos", onde a energia dos estados coincide com a energia potencial. Este resultado é consistente com o do oscilador harmônico clássico, para o qual a partícula passa mais tempo (e portanto é onde seria mais provável encontrá-la) nos pontos de retorno. Se satisfaz assim o princípio da correspondência.

### Aplicação: moléculas diatômicas
Para estudar o movimento de vibração dos núcleos pode-se utilizar, em uma primeira aproximação, o modelo do oscilador harmônico. Se consideramos pequenas vibrações em torno do ponto de equilíbrio, podemos desenvolver o potencial eletrônico em série de potências. Assim, no caso de pequenas oscilações o termo que domina é o quadrático, ou seja, um potencial de tipo harmônico. Portanto, em moléculas diatômicas, a frequência fundamental de vibração será dada por:
{\displaystyle \nu ={\frac {1}{2\pi }}{\sqrt {\frac {k}{\mu }}}}
que se relaciona com a frequência angular mediante {\displaystyle \omega =2\pi \nu \,} e depende da massa reduzida {\displaystyle \mu \,} da molécula diatômica.